# Salammbô (ópera)
Salammbô es una ópera en cinco actos con música de Ernest Reyer y libreto en francés de Camille du Locle, basado en la novela Salammbô de Gustave Flaubert (1862). Se estrenó en el Teatro Real de la Moneda en Bruselas el 10 de febrero de 1890. Es una ópera raramente representada en la Ópera de París en 1943, y la más reciente en Marsella el 27 de septiembre de 2008, en conmemoración del 100.º aniversario de la muerte de Reyer, que es la única de Reyer que aparece en las estadísticas de Operabase.

## Personajes
| Personaje                                  | Tesitura     | Reparto del estreno |
| ------------------------------------------ | ------------ | ------------------- |
| Hamilcar, líder cartaginés                 | barítono     | Maurice Renaud      |
| Salammbô, una sacerdotisa, hija de Amílcar | soprano      | Rose Caron          |
| Taanach, criada de Salammbo                | mezzosoprano |                     |
| Shahabarim, sumo sacerdote de Tanit        | tenor        | Edmond Vergnet      |
| Narr'Havas, rey de Numidia                 | bajo         | Sentein             |
| Giscon, general cartaginés                 | bajo         | Peeters             |
| Mathô, jefe mercenario libio               | tenor        | Henri Sellier       |
| Spendius, esclavo griego                   | barítono     | Max Bouvet          |
| Autharite, mercenario galo                 | bajo         | Challet             |